# Tylogonus putumayo
Tylogonus putumayo là một loài nhện trong họ Salticidae.
Loài này thuộc chi Tylogonus. Tylogonus putumayo được María Elena Galiano miêu tả năm 1985.